# Vissenbescherming
Vissenbescherming is een onderdeel van de dierenbescherming, en betreft alle menselijke inspanningen die ten doel hebben te voorkomen dat dieren, in dit geval vissen, onnodig leed aangedaan wordt. In Nederland zetten Stichting Vissenbescherming en Stichting Vissenbelangen zich in voor het welzijn van vissen.

## Bewustzijn en pijn bij vissen
Tot voor kort werd ervan uitgegaan dat vissen geen pijn konden voelen. Deze stelling werd theoretisch onderbouwd door wetenschappers, met de vaststelling dat vissen geen neocortex (hersenschors) bezitten, zoals zoogdieren en mensen. Biologen voeren daartegen aan dat ook vogels geen neocortex bezitten (wat Brian Key overigens bevestigt), terwijl tegenwoordig algemeen wordt aangenomen dat de indrukwekkende cognitieve prestaties van vogels wijzen op een evolutionair weliswaar oudere, maar daarom niet minderwaardige bewustzijnsvorm, met zetel in de paleocortex. Bij vissen is die zone het pallium, evolutionair de voorloper van de hersenschors. Ook een groep van prominente neurowetenschappers verklaarde in de The Cambridge Declaration on Consciousness uit 2012 dat “de afwezigheid van een neocortex niet lijkt uit te sluiten dat een organisme affectieve staten ervaart”.
Experimenteel onderzoek naar het gedrag van vissen bewijst anderzijds dat vissen op pijnprikkels reageren op een manier die duidelijk in de richting van bewustzijn wijst: niet alleen reageren ze erop, soms tot uren nadien, en zijn ze vatbaar voor pijnstillers, maar ze vertonen ook vermijdings- en keuzegedrag ten aanzien van pijnprikkels. Angst heeft eveneens een invloed op hun pijnreacties.
Intussen accepteert ook de Amerikaanse vereniging van veeartsen op wetenschappelijke gronden het feit dat vissen kennisvermogen en gevoel hebben, en bijgevolg aanspraak kunnen maken op pijnverlichting bij het doden.
Dat vissen over een uitzonderlijk navigatievermogen beschikken, blijkt uit hun migratiegedrag. Sociale relaties van vissen komen voor in scholen, maar ook in de symbiose van bijvoorbeeld poetser-cliëntvissen. Minder bekend is dat vissen ook instrumenten gebruiken, bijvoorbeeld om schelpen te openen door ze op een steen te slaan, of ze los te wrikken uit het zand door er water onder te spuiten. Parelvissen gebruiken oesterschelpen als hulp in de communicatie.

## Vissenwelzijn
In de Europese Unie is de Richtlijn 98/58/EG ook op vissen in aquacultuur van toepassing. De Europese Autoriteit voor Voedselveiligheid (EFSA) ziet toe op het vissenwelzijn in de industrie, maar waarschuwt voor het nog tekortschieten van wetenschappelijk onderzoek, en is niet bevoegd om advies te geven over ethische of culturele kwesties in verband met dierenwelzijn. EFSA publiceerde een aantal adviezen in verband met het verdoven en slachten van vissen in de aquacultuur.
De Raad van Europa verstrekte in 2005 een uitgebreide reeks aanbevelingen voor de aquacultuur, in het kader van de Conventie voor de bescherming van landbouwdieren.
Ook de Wereldorganisatie voor diergezondheid publiceerde een Aquatic Code met normen voor de gezondheid en het welzijn van waterdieren.

## Organisaties voor vissenbescherming
De Stichting Vissenbescherming is een kleine dierenbeschermingsorganisatie in Nederland die zich richt op de verbetering van het welzijn van vissen.
De organisatie bestaat sinds 2000.
Het algemene doel is te komen tot een meer respectvolle manier van omgang met vooral vissen, maar ook met andere waterdieren.
Concrete doelen van de Stichting zijn:
- het terugdringen van de hengelsport
- het diervriendelijker maken van de vangst en verwerking in de commerciële visserij en aquacultuur
- het verbeteren van de milieukwaliteit van het water
- het diervriendelijker maken van particuliere aquaria
- het tegengaan van genetische manipulatie met vissen.

De Stichting verzamelt wetenschappelijke gegevens, vooral over pijnbeleving bij vissen, en formuleert voorstellen voor beleidsaanpassingen. Ze verspreidt deze informatie onder het algemene publiek, beleidsmakers, ondernemingen en particuliere visserij - en natuur organisaties.
Zij geeft daartoe onder meer een magazine uit, VISinZICHT.
Zo haalde de Stichting in 2007 de pers toen ze Unilever verzocht om geen tv-reclames meer uit te zenden waarin een vis in een kom werd getoond. De stichting doelde op een commercial voor een vaatwasmiddel, waarbij de vissenkom fungeerde als metafoor voor 'stralend schoon'. Het was- en voedingsmiddelenconcern bleef deze reclame nog enige tijd uitzenden, maar beloofde wel beterschap.
In 2008 verzocht de Vissenbescherming de koningin om haar besluit terug te draaien het predicaat Koninklijk te verlenen aan de vereniging Sportvisserij Nederland, de belangenbehartiger voor de sportvisserij. Zonder resultaat.
De Amerikaanse dierenrechtenorganisatie PETA, die ook actief is in Nederland, vraagt in verschillende campagnes aandacht voor het lot van vissen en zeedieren in het algemeen.